# Médersa Ibn Tafargine
La médersa Ibn Tafargine (arabe : مدرسة ابن تفرجين) est l'une des médersas de la médina de Tunis. Elle n'existe plus puisque la médersa El Achouria est construite sur ses vestiges.

## Localisation

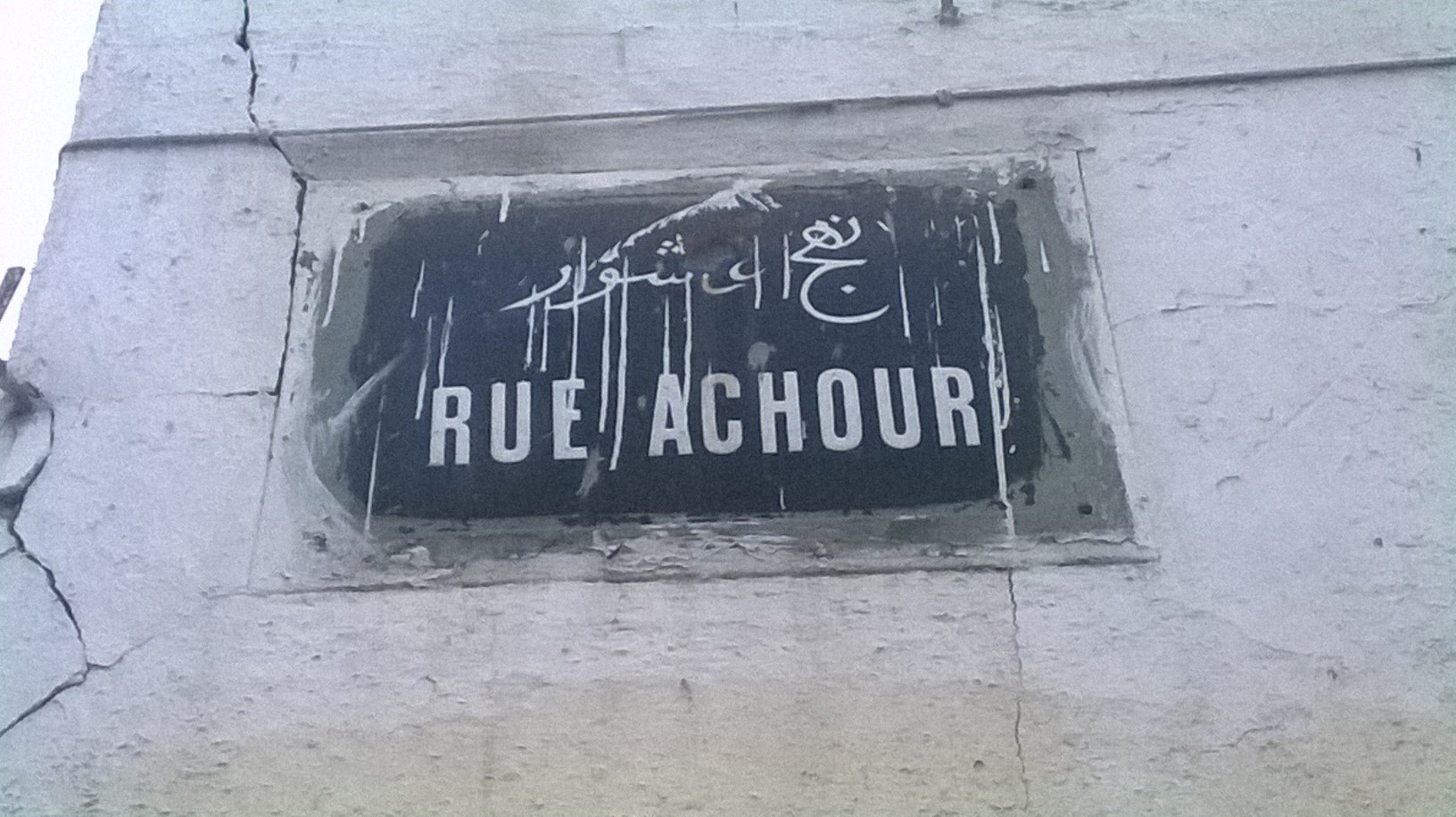
Plaque métallique indiquant la rue Achour

Elle se trouve dans la rue Haouanet Achour, dans le quartier de la Hafsia.

## Histoire
Construite sous le règne des Hafsides, cette médersa est une médersa funéraire où se trouve le tombeau de son fondateur, Ibn Tafargine, qui lui a donné son nom.

## Description
Elle est composée uniquement des éléments de base (skifa, ghorfa, sahn, etc.) et s’étend autour du grand patio. Elle présente une particularité dans la forme de sa skifa, qui est droite, ainsi que dans sa position surélevée par rapport à la rue et au patio.
Les différents espaces qui la composent sont d'une grande simplicité architecturale.

## Sources
- Document de l'Association de sauvegarde de la médina de Tunis[réf. incomplète]